# 潘氏真花
潘氏真花（学名：Euanthus panii）是一类已灭绝的侏罗纪被子植物，分布在相当于今日中国辽西地区的区域。潘氏真花是目前已知最早的完全花，花被片分化为花萼、花冠，也具有雌蕊、雄蕊，拥有完整的四轮花器官。然而亦有学者对此存有异议，认为其应该是一种松柏类植物。

## 词源
潘氏真花的属名为拉丁语中「真正的花」之义，以表明潘氏真花是植物学意义上的完全花。而种加词panii则是被赠与潘氏真花正模标本化石的发现者潘广先生。中文名含义与学名相同。

## 发现过程
中国古植物学家潘广(1920—2014)于20世纪70年代下放到辽西农村时，在葫芦岛市三角城收集到了潘氏真花的标本，并曾数次在自己的相关论文或国际会议上宣告侏罗纪被子植物的存在，但是并未在其生前得到广泛的承认和支持，其本人也遭受了一些非议。如中国古植物学家徐仁曾专门发表论文反驳潘广的发现，而辽宁古果的发现者孙革也曾对这一发现持反对态度，直到其本人在1998年发现辽宁古果，2002年发现中华古果，才转变态度。
2013年，潘广将标本捐赠给了中国科学院南京地质古生物研究所，由王鑫研究员和（中国）国家兰科中心刘仲健教授进行研究后，于2015年正式发表，种加词也被赠与潘广先生以示纪念。

## 形态结构
潘氏真花是植物学意义上的完全花，具有完整的四轮花器官：花萼、花瓣、雄蕊和雌蕊。
其花部为5基数，长12毫米宽12.7毫米，子房半下位，花周位，花萼、花瓣及雌蕊合生。花托横截面五边形，直径2.3毫米。
萼片长3.6-3.85毫米，宽3.6毫米，基部宽1.9毫米，状短粗，末端圆形，凹陷。花瓣长5-5.75毫米，宽3.8-4.2毫米，匙状，较萼片长，与萼片互生，末端扩大成檐，具爪状的柄并以此与其他花部连接。
雄蕊具有4花粉囊，分处两个药隔，具有原位花粉。雌蕊群中，花柱长8.5毫米，宽1.4毫米，具有细长的毛状结构，子房单室，直径约2.2毫米，子房壁内含有一枚单珠被的胚珠。

## 系统地位
潘氏真花萼片和花瓣的分化、花瓣背面的横纹、五角形花托、细长毛状花柱、缺乏种间鳞，以及最重要的胚珠具有包被等特征，支持古植物学家将其置于被子植物而非本內蘇鐵目之下，四花粉囊两药隔的花药结构更是裸子植物所不可能具有的。
潘氏真花具有花部5基数等真双子叶植物的特点，但是考虑到趋同演化的可能性，该物种的描述者对此暂时保留意见。如果进一步的研究支持其作为真双子叶植物的子类群，则将对现有理论产生进一步的冲击。

## 科学价值
潘氏真花具有的花部有定数、萼片和花瓣分化明显、胚珠一枚等特点，均被传统被子植物演化理论认为是较为次生的性状，对传统理论产生了冲击。
潘氏真花作为已知最早的完全花，其在侏罗纪的存在超出了任何目前公认的被子植物演化理论的观点，这意味着这些理论存在缺陷，被子植物的历史比以前假设的要长得多。